# Новоселки (Ульяновська область)
Новоселки (рос. Новосёлки) — селище в Мелекеському районі Ульяновської області Російської Федерації.
Населення становить 2871 особу. Входить до складу муніципального утворення Новоселкинське сільське поселення.

## Історія
Від 2004 року входить до складу муніципального утворення Новоселкинське сільське поселення.

## Населення
| 2002 | 2010  |
| ---- | ----- |
| 3192 | ↘2871 |